# Catedral de Santo Antônio (Campo Maior)
A Catedral de Santo Antônio  é um templo católico situado na Praça Bona Primo, em Campo Maior, no estado do Piauí. Desde 12 de junho de 1976, é Sé episcopal da Diocese de Campo Maior.

## História
Foi erguida sob o comando do pároco Mateus Rufino sobre os escombros da antiga igrejinha de Santo Antônio cuja construção teve início em 1944 e foi concluída em 1962, em evento comemorativo do bicentenário de Campo Maior. É um monumento da Diocese do mesmo município.

### Comemoração dos 300 anos
Em 12 de novembro de 2015 a Assembleia Legislativa do Piauí realizou uma sessão solene, por solicitação do deputado Aloísio Martins; na mesma data foi inaugurado o Museu da Diocese de Campo Maior e à noite foi celebrada pelo arcebispo de São Luis do maranhão, Dom José Belisário da Silva uma missa campal, em ação de graças, em frente a catedral em alusão ao jubileu dos trezenos anos da construção da capela no local, da hoje catedral.